# 선양 J-16

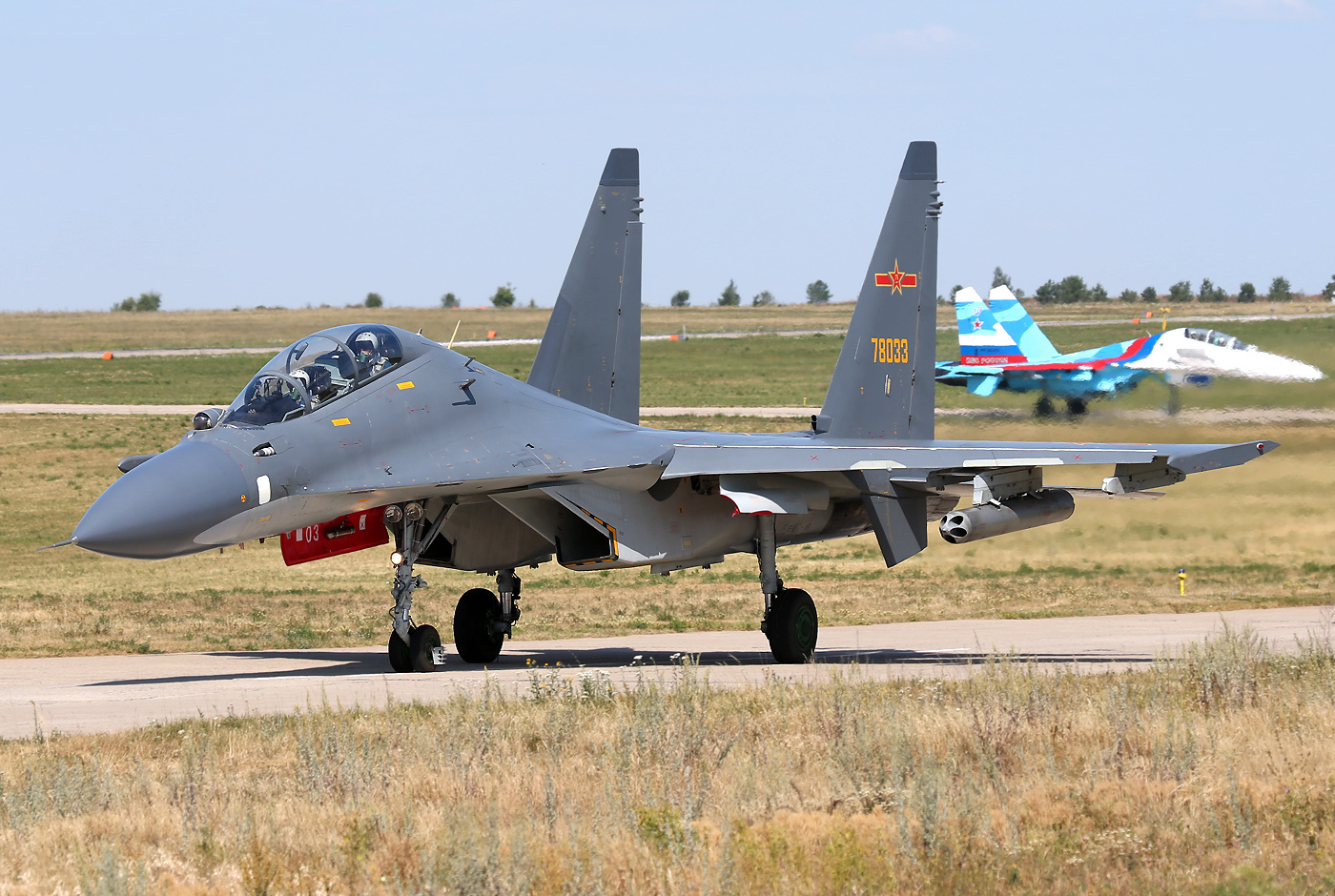
중국 공군의 수호이 Su-30MKK

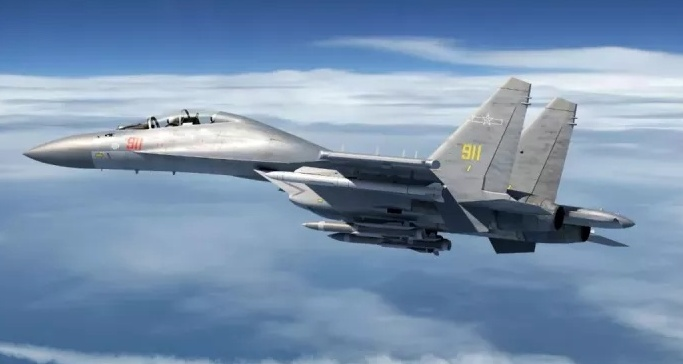
중국 공군의 J-16 전투기

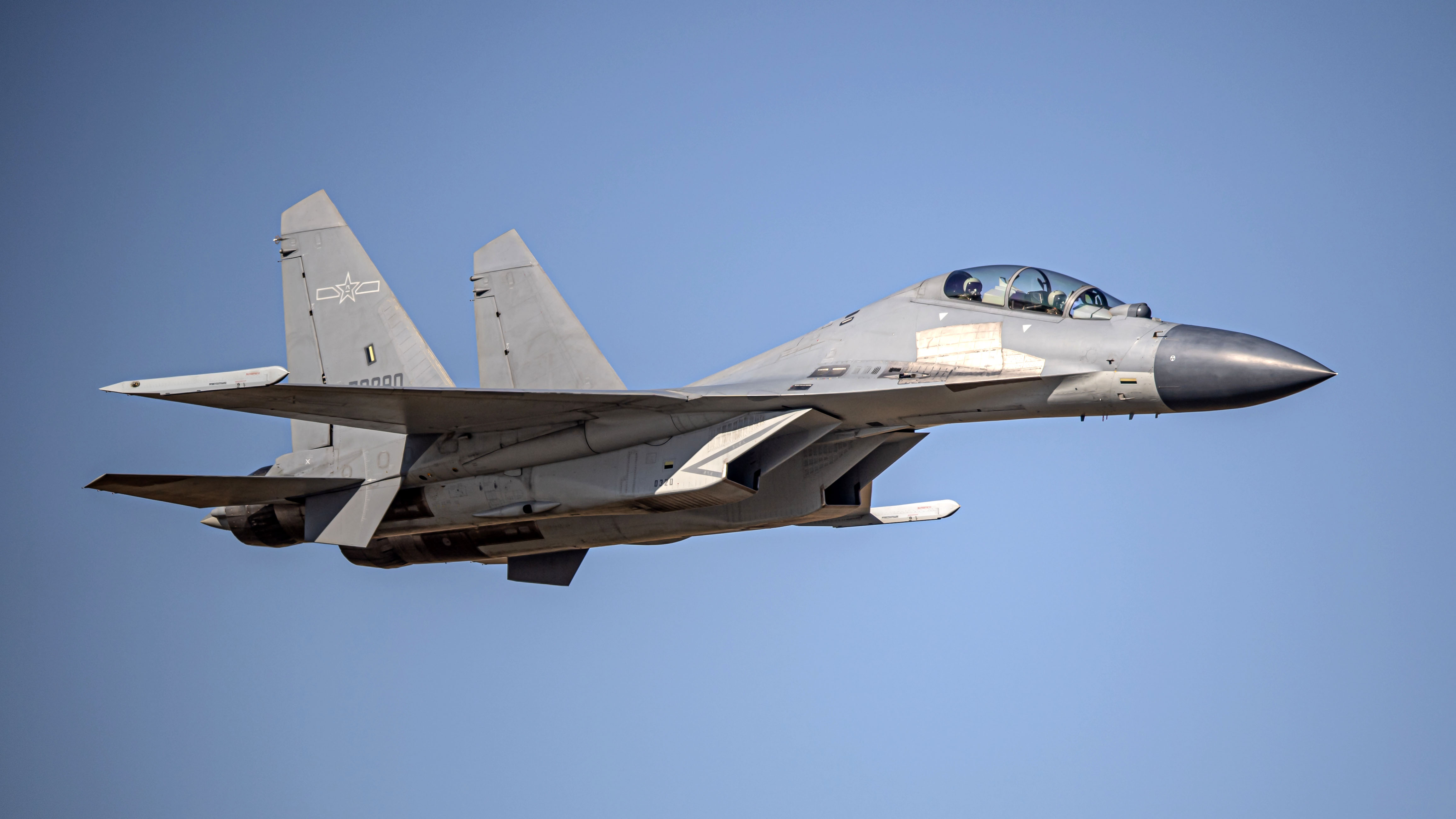
중국 공군의 J-16 전투기

선양 J-16는 중국의 선양 J-11의 전폭기 버전이다. 서방의 F-15E에 해당하는 중국산 전폭기 버전이다.

## 역사
2000-2003년 중국은 러시아에서 76대의 수호이 Su-30MKK를 인도받았다.

2010년 기준으로 73대가 실전배치된 상태다. Su-30MKK는 중국 최초의 액티브 레이다 유도 공대공 미사일인 R-77E을 장착할 수 있는 전투기이다. 미국으로 치면 암람 미사일이다. 중국 해군은 2004년 Su-30MK2를 인도 받아 2010년 기준 Su-30MK2 24대를 실전배치했다. 빔펠 R-77은 암람을 닮았다고 해서 암람스키라고 부른다.

2019년 3월 기준으로 128대의 J-16이 중국 인민해방군 공군에 배치되어 운용되고 있는 상황이다.

2021년 9월 19일, 인민해방군의 한 소식통은 SCMP에 중국군이 최대이륙중량 9톤 청두 J-7 전투기 전체 300대를 2025년까지 약 200대의 최대이륙중량 35톤 J-16 전투기로 교체할 계획이라고 말했다.

## 파생형
J-16
J-16D: 전자전 포드가 장착되어 있는 J-16의 전자전(EW) 파생형이다. 2015년 12월 23일에 첫 비행을 한 것으로 알려졌으며, 2021년 9월 28일 주하이 에어쇼에서 처음으로 공개했다.

## 제원
일반 제원
- 승무원: 2명
- 기체 길이: 21.9 m (72 ft)
- 날개 길이: 14.7 m (48.25 ft)
- 기체 높이: 6.36 m (20.85 ft)
- 날개 넓이: 62.04 m² (667.80 ft²)
- 순 기체 중량: 17,700 kg (38,600 lb)
- 만재 중량: 26,000 kg (58,000 lb)
- 최대 이륙 중량: 35,000 kg (77,000 lb)
- 엔진: 쌍발 WS-10A 터보팬
  - Dry thrust: 각각 89.17 kN (20,050 lbf)
  - Thrust with afterburner: 각각 135 kN (33,000 lbf)

성능
- 최대 속도: 마하 2.0
- 항속 거리: 3,900 km (2,400 mi)
- 최대 상승 고도: 17,300 m (56,800 ft)
- 상승률: 305 m/s

## 같이 보기
- 선양 J-11
- 선양 J-15
- 수호이 Su-30MKK
- 다소 라팔
- 보잉 F/A-18E/F 슈퍼 호넷
- 수호이 Su-30MKI
- 수호이 Su-34